# 발 데 데뷔탕트

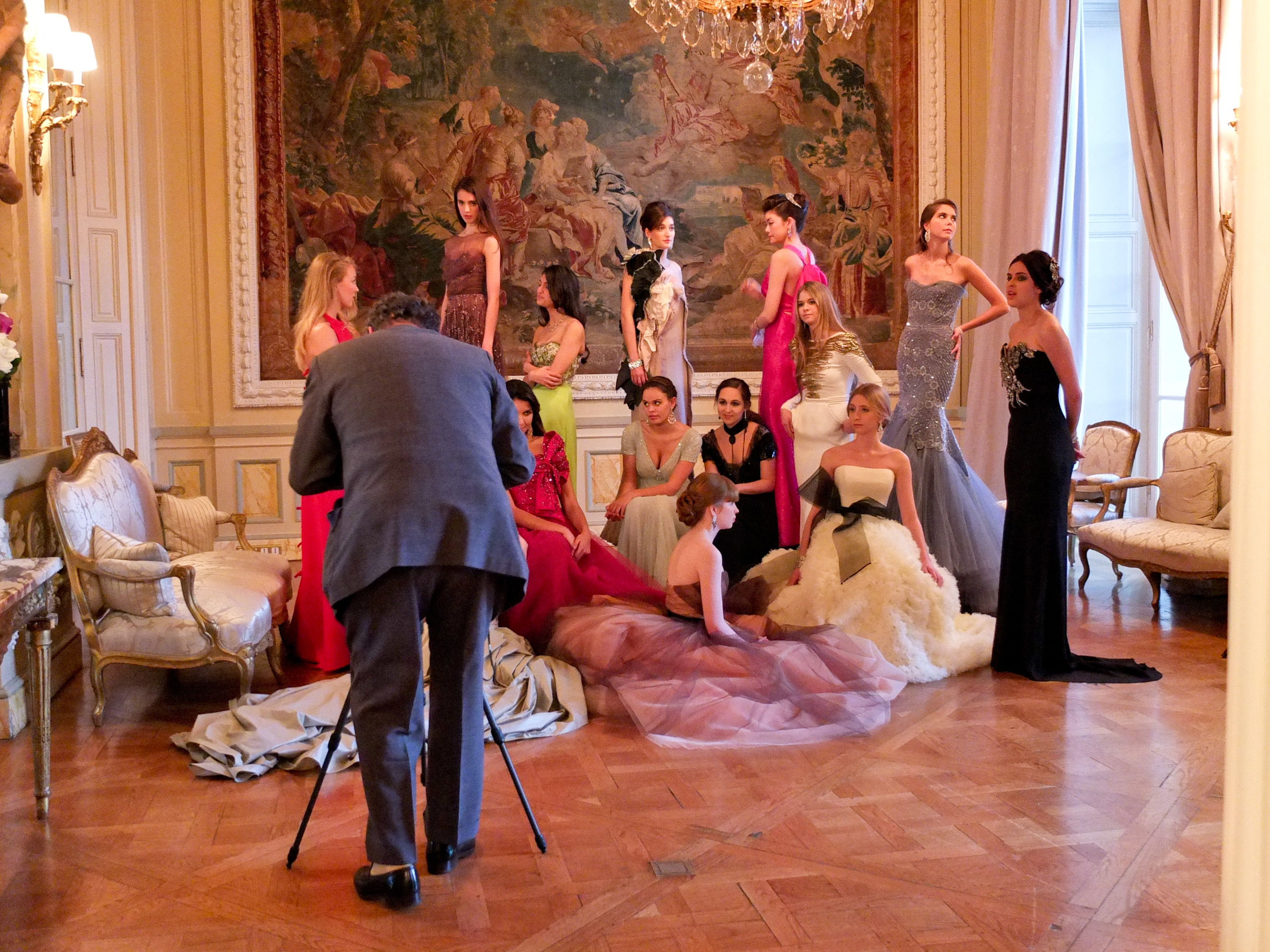
2011년 모습

발 데 데뷔탕트(프랑스어: Bal des Débutantes)는 프랑스의 패션 행사이다. 세계 각 국 16~22세 여성 20~25명 정도가 참여한다. 매년 11월 파리에서 열린다. 르 발(Le Bal)이라고도 불린다.
1992년 9월 27일, 오필리아 르누아르(Ophélie Renouard)가 처음으로 개최했다. 이 행사에 참여하는 여성들은 보통 유력 집안의 자제들이다. 재력만으로 참가자를 선정하진 않는다. 데뷔탕트들에게 르 발은 하이 패션계로 입문하는 행사 중 하나이다.